# Dr. Michael White
Dr. Michael White (29 november 1954, New Orleans) is een jazzklarinettist, bandleider, componist, jazzhistoricus en muziekpedagoog.

## Jeugd
White werd katholiek opgevoed in New Orleans (zijn vader was lid van de broederschap de Knights of Peter Claver). Hij bezocht een aantal zwarte katholieke scholen in de stad, waaronder de Saint Francis de Sales, de Holy Ghost, en de St Joan of Arc. Terwijl hij op laatstgenoemde school zat, studeerde hij klarinet en speelde hij bij Ernest "Doc" Paulins brassband en liep daar in zijn eerste parade.

## Vroege carrière
White speelde in de Fairview Baptist Church Marching Band, een vanuit de baptistengemeente opgerichte opleidingsband onder leiding van banjospeler Danny Barker. Hij werd ontdekt door Kid Sheik met wie hij regelmatig samenspeelde. Om zijn inkomen aan te vullen ging White Spaanse les geven op de Xavier University of Louisiana.
Hij vormde in 1981 zijn eerste groep, de Original Liberty Jazz Band. Daarnaast leidde hij twee kleinere groepen, de Liberty Brass Band en het Michael White Quartet.

## Latere carrière
White kreeg een leerstoel Afrikaans-Amerikaanse muziek aan de Xavier University, hetgeen hem beperkte in zijn mogelijkheden om op te treden en te touren. 

White was een verzamelaar van alles, wat met de muzikale geschiedenis van New Orleans te maken had, zoals originele manuscripten, instrumenten, mondstukken en LP's. In september 2005 werd New Orleans getroffen door een catastrofale overstroming, veroorzaakt door de orkaan Katrina. Als gevolg van dijkdoorbraken liep 80% van New Orleans enkele meters onder water, waaronder de woning van White. Zijn gehele collectie ging verloren.

O.a. de voormalig presidenten George W. Bush en Bill Clinton hebben zich ingezet voor de fondsenwerving voor hulp aan de slachtoffers. Tijdens een ceremonie op de Tulane University speelde White  "Just a Closer Walk With Thee" voor het gehoor, waarvan Clinton zei : 
"the music was played the way Dixieland bands have always done it. At first low, weeping, sorrowful." ("de muziek werd gespeeld zoals Dixieland-bands het altijd hebben gedaan. In eerste instantie laag, huilend, treurig.")

## Discografie
| Jaar | Album                                               | Opmerking               | Label                |
| ---- | --------------------------------------------------- | ----------------------- | -------------------- |
| 2012 | Adventures in New Orleans Jazz, Part 2              | -                       | Basin Street Records |
| 2011 | Adventures in New Orleans Jazz, Part 1              | -                       | Basin Street         |
| 2008 | Blue Crescent                                       | -                       | Basin Street         |
| 2005 | Our New Orleans: A Benefit Album for the Gulf Coast | -                       | Nonesuch             |
| 2005 | Songs of New Orleans: Preservation Hall Jazz Band   | Preservation Hall album | Preservation Hall    |
| 2004 | Dancing in the Sky                                  |                         | Basin Street         |
| 2002 | Jazz From the Soul of New Orleans                   | -                       | Basin Street         |
| 2000 | A Song For George Lewis                             | -                       | Basin Street         |
| 2000 | A Tribute to Johnny Dodds                           | -                       | Jazz Crusade         |
| 2000 | Dance @ the Dew Drop                                | -                       | GHB                  |
| 2000 | Shake It and Break It (expanded reissue)            | -                       | 504                  |
| 1992 | New Year's Eve Live at the Village Vanguard         | -                       | Antilles             |
| 1990 | Crescent City Serenade                              | -                       | Antilles             |
| 1989 | The Majesty of the Blues                            | -                       | Columbia             |
| 1987 | Shake It and Break It                               | -                       | 504                  |
| 1984 | T'Ain't Nobody's Business                           | -                       | 504                  |
| 1983 | Jazz Continues: Young Tuxedo Brass Band             | -                       | 504                  |